# تمغه امتیاز
تمغه امتیاز (اردو: تمغه امتیاز؛ به دری: جایزه ممتاز)، که به عنوان تمغهٔ اِمیتاز نیز خوانده می‌شود، یک جایزه برتر در پاکستان است که بر اساس دستاوردهای افراد به هر غیرنظامی در پاکستان داده می‌شود. گرچه این یک جایزه غیرنظامی/ نظامی است، اما می‌تواند به افسران نیروهای مسلح پاکستان نیز اعطا شود. همچنین می‌تواند به شهروندان خارجی اعطا شود که خدمات بزرگی برای پاکستان انجام داده‌اند.